# Lapūvandān
Lapūvandān (persiska: لپووندان, Lapavandān) är en ort i Iran.   Den ligger i provinsen Gilan, i den nordvästra delen av landet, 240 km nordväst om huvudstaden Teheran. Lapūvandān ligger 274 meter över havet och antalet invånare är 937.
Terrängen runt Lapūvandān är varierad. Runt Lapūvandān är det ganska tätbefolkat, med 111 invånare per kvadratkilometer. Närmaste större samhälle är Fūman, 17,0 km norr om Lapūvandān. I omgivningarna runt Lapūvandān växer i huvudsak blandskog.